# Johan Malmquist
Nils Johan Mikael Malmquist, född 1961 i Umeå, svensk företagsledare som mellan 1997 och 2015 var koncernchef och VD för det svenska medicinteknikföretaget Getinge AB där han sedan 2019 är styrelseordförande. Malmquist är civilekonom med utbildning från Handelshögskolan i Stockholm.

## Utmärkelser
- H.M. Konungens medalj i guld av 12:e storleken i högblått band (2012) för sina insatser i svenskt näringsliv. [3]
- 2011 Årets ledare. [1]